# Rumble (sitio web)
Rumble es una plataforma de video en línea canadiense con sede en Toronto. Fue fundada en 2013 por Chris Pavlovski, un emprendedor tecnológico de Canadá. El recuento mensual de usuarios de Rumble ha experimentado un rápido crecimiento desde julio de 2020, pasando de 1,6 millones de usuarios mensuales a 31,9 millones al final del primer trimestre de 2021.

## Usuarios y contenidos
Durante sus primeros siete años, el contenido de Rumble consistió principalmente en videos virales y noticias de los principales medios de comunicación. Sin embargo, en agosto de 2020, el representante Devin Nunes acusó a YouTube de ser demasiado censurador hacia su canal y comenzó a publicar sus videos en Rumble. Pronto siguieron otros conservadores prominentes, como Dinesh D'Souza, Sean Hannity y el representante Jim Jordan.
La plataforma prohíbe la pornografía, el acoso, el racismo, el antisemitismo, la infracción de derechos de autor y el contenido ilegal.
Utilizando datos de febrero de 2021, los investigadores que estudian las teorías de la conspiración  notaron que varios creadores de contenido han ganado una audiencia receptiva en Rumble después de que su contenido fuera retirado de Youtube o Facebook. Entre ellos se encuentran Del Bigtree, Sherri Tenpenny y Simone Gold.
Después de las elecciones presidenciales de Estados Unidos de 2020, muchos usuarios conservadores de las principales plataformas de redes sociales, como Twitter y Facebook, migraron a Rumble. Según Fortune, antes de esta migración, el sitio era un «clon de YouTube» lleno de videos caseros.
Otros usuarios y canales en Rumble incluyen America's Funniest Home Videos, el sitio web de verificación de datos Snopes, la compañía de radiodifusión estadounidense EW Scripps Company, los canales de noticias por cable Newsmax y One America News Network (OANN), y la organización internacional de noticias Reuters.
Rumble ha recibido inversiones de los capitalistas de riesgo Peter Thiel y JD Vance. Está valorado en alrededor de $500 millones USD.

## Diseño
Junto con otras cuatro pestañas en su interfaz principal, Rumble presenta «canales recomendados» a seguir y una pestaña de «Ganancias». También permite a sus usuarios generar ingresos con sus videos. Los usuarios cargan videos con licencia de los socios de Rumble, como Yahoo! y Microsoft News, tras lo cual el dinero obtenido con esos videos se deposita directamente en la cuenta de Rumble del usuario.
Los usuarios de la plataforma pueden ganar un sorteo diario en efectivo votando videos y obteniendo boletos. Cuantos más boletos tenga un usuario, más participaciones puede tener en el sorteo de efectivo.

## Demanda contra Google
El 11 de enero de 2021, Rumble presentó una demanda antimonopolio contra Google por sus resultados de búsqueda, alegando daños que superan los $2 mil millones. La plataforma afirmó que Google manipula su algoritmo para favorecer a YouTube por encima de  Rumble en sus resultados de búsqueda. Alega además que esto reduce su audiencia y da como resultado menores ingresos publicitarios.

## Donald Trump
El expresidente de los Estados Unidos, Donald Trump, se unió oficialmente a Rumble el 26 de junio de 2021, en preparación para grabar su mitin en Ohio.